# Nolan Smith
Pour les articles homonymes, voir Smith.
Nolan Smith, né le 25 juillet 1988 à Louisville, dans le Kentucky, est un joueur américain de basket-ball. Il évolue au poste de meneur.

## Biographie
Il est le fils de l'ancien joueur professionnel Derek Smith.

## Palmarès
- Champion NCAA 2010
- Meilleur basketteur de l'année de l'Atlantic Coast Conference